# Aq Sunqur al-Hajib
Aq Sunqur al-Hajib est un gouverneur d'Alep mort en 1094 et l'ancêtre de la dynastie des Zengides.

## Un proche du sultan Malik Chah
On sait peu de choses sur lui avant sa nomination à Alep. Il semble avoir été un mamelouk de Malik Chah Ier. Si son principal biographe, Ibn al-Athîr, ne confirme par l'origine servile, d'autres chroniqueurs présentent Aq Sunqur comme un mamelouk (notamment ad-Dâhabî). Par ailleurs, ce que nous dit Ibn al-Athîr de la jeunesse de l'émir est compatible avec le statut de mamelouk. En tout cas, Aq Sunqur est présenté comme un proche du sultan, élevé sans doute avec lui au palais, et disposant de la confiance absolue de Malik Chah. 

## Gouverneur d'Alep
En 1085, le seldjoukide Tutuş, émir de Damas tue son cousin Süleyman Ier, sultan de Roum, s'empare d'Alep et se proclame sultan de Syrie. Mais son frère aîné, le grand seldjoukide Malik Shah Ier, qui se méfie de son ambition, l'oblige à confier Alep à un de ses officiers, Aq Sunqur al-Hajib.
Malik Shah meurt à Bagdad en novembre 1092 et sa succession est troublée. Tutuş en profite pour retirer des terres à ses neveux et ordonne à Aq Sunqur al-Hajib, gouverneur d'Alep, et à Buzan, émir d'Édesse de l'accompagner. Ces derniers le font car ils n'ont pas le choix, mais au moment où Tutuş livre bataille à Barkyaruq, un des fils de Malik Shah, ces deux émirs l'abandonnent, obligeant Tutuş à battre retraite.
Tutuş décide alors de se venger des deux émirs qui l'ont trahi et attaque Alep. Aq Sunqur, aidé par Buzan et Kerbogha, envoyé par Barkyaruq, lui livrent bataille à Ruyan, près d'Alep et sont vaincus. Aq Sunqur et Buzan sont immédiatement exécutés, tandis que Kerbogha est retenu prisonnier.

## Descendance
Aq Sunqur al-Hajib est le père de Zengi, qui sera recueilli et élevé par Kerbogha, avant de devenir atabeg d'Alep et de Mossoul et de lutter contre les Francs, leur reprenant Édesse en 1144.
La Foundation for Medieval Genealogy lui attribue un autre fils, Masud, atabeg de Mossoul mort en 1147, mais il s'agit probablement de la conséquence d'une confusion entre Aq Sunqur al-Hajib, père de Zengi, et Aq Sonqor Bursuqî, l'un des prédécesseurs de Zengi.

## Sources
- René Grousset, Histoire des croisades et du royaume franc de Jérusalem - I. 1095-1130 L'anarchie musulmane, Paris, Perrin, 1934 (réimpr. 2006), 883 p., p. 60
- Ibn al-Athîr, Histoire des Atabegs de Mossoul, Recueil des historiens orientaux des croisades
- Ad-Dâhabî, Les dynasties de l'Islam, 1055-1258, trad. Arlette Negre, IFD, 1979